# Памятники истории и культуры местного значения Семея
Памятники истории и культуры местного значения города Семей — отдельные постройки, здания и сооружения с исторически сложившимися территориями указанных построек, зданий и сооружений, мемориальные дома, кварталы, некрополи, мавзолеи и отдельные захоронения, произведения монументального искусства, каменные изваяния, наскальные изображения, памятники археологии, включённые в Государственный список памятников истории и культуры местного значения Восточно-Казахстанской области и являющиеся потенциальными объектами реставрации, представляющие историческую, научную, архитектурную, художественную и мемориальную ценность и имеющие особое значение для истории и культуры всей страны. Списки памятников истории и культуры местного значения утверждаются исполнительным органом региона по представлению уполномоченного органа по охране и использованию историко-культурного наследия.

## История
8 июня 1978 года Исполнительный комитет Семипалатинского областного Совета народных депутатов принял решение № 319-II «О памятниках культуры, рекомендуемых под государственную охрану». Этим решением предусматривалось оформить охранное обязательство и разработать проекты реставрации памятников.
25 апреля 2008 года был утверждён новый Государственный список памятников истории и культуры местного значения Восточно-Казахстанской области, одновременно с которым все предыдущие решения по этому поводу были признаны утратившими силу. В списке значилось 612 объектов, 55 из которых находятся в Семее.

## Список памятников

### Здания и сооружения
| № в списке | Название | Изображение | Годы постройки и автор                                       | Место нахождения                             | Вид памятника                    |
| ---------- | --- | ----------- | ------------------------------------------------------------ | -------------------------------------------- | -------------------------------- |
| 411        | Медресе Ахмета-Ризы, где учился Абай                                                                                              |             | 60 годы XIX века                                             | ул. Интернациональная, 29                    | градостроительства и архитектуры |
| 412        | Здание Библиотеки имени Абая |             | 1976                                                         | ул. Абая, 86                                 | градостроительства и архитектуры |
| 414        | Православная (казачья) церковь Воскресения Христова                                                                               |             | 1857—1860, архитектор А. Болотов                             | ул. Кульжановых, 6                           | градостроительства и архитектуры |
| 415        | Кинотеатр «Дастан» |             | 1974, архитектор П. М. Губанов                               | ул. Интернациональная, 5                     | градостроительства и архитектуры |
| 416        | Дом, в котором жил Абай |             | конец XIX века                                               | ул. Богенбай-батыра, 132                     | градостроительства и архитектуры |
| 417        | Дом, в котором жил в 1918—1920 годы М. О. Ауэзов                                                                                  |             | начало XX века                                               | ул. Академика Павлова, 70                    | градостроительства и архитектуры |
| 418        | Дворец бракосочетания |             | 1979, архитектор Л. С. Гаврилова                             | ул. Абая, 75                                 | градостроительства и архитектуры |
| 419        | Здание Детско-юношеской библиотеки                                                                                                |             | 1904                                                         | ул. Ч.Валиханова, 153                        | градостроительства и архитектуры |
| 420        | Дом, где учился М. О. Ауэзов |             | 1899                                                         | ул. Абая, 78                                 | градостроительства и архитектуры |
| 421        | Дом учителя (китайское консульство)                                                                                               |             | 1900                                                         | ул. Ленина, 8                                | градостроительства и архитектуры |
| 424        | Кинотеатр «Енлик-Кебек» |             | 1991, архитекторы В. Г. Ливенцев, В. С. Саркеев              | ул. Танибергенева, 3                         | градостроительства и архитектуры |
| 425        | Здание женской гимназии |             | 1973                                                         | ул. Уранхаева, 13                            | градостроительства и архитектуры |
| 426        | Здание, построенное в честь отмены крепостного права                                                                              |             | 1861                                                         | ул. Торайгырова, 80                          | градостроительства и архитектуры |
| 428        | Здание филиала Казахстанской государственной юридической академии (бывшее здание Мужской гимназии)                                |             | 1872                                                         | ул. Абая, 94                                 | градостроительства и архитектуры |
| 429        | Мечеть Т. Каукенова |             | 1836                                                         | ул. Джамбула, 18                             | градостроительства и архитектуры |
| 431        | Здание Метизно-фурнитурного завода (бывшая мельница купца Мусина)                                                                 |             | 1900                                                         | ул. Ильяшева, 45                             | градостроительства и архитектуры |
| 432        | Здание Музея имени семьи Невзоровых (бывший дом купца Степанова)                                                                  |             | 1827                                                         | ул. Пушкина, 106                             | градостроительства и архитектуры |
| 433        | Здание Насосной станции |             | 1910                                                         | ул. Черепанова                               | градостроительства и архитектуры |
| 434        | Здание Национального банка |             | 1910                                                         | ул. Уранхаева, 57                            | градостроительства и архитектуры |
| 438        | Пантелеимоновская (Никольская) православная часовня                                                                               |             | 1902                                                         | ул. Народная                                 | градостроительства и архитектуры |
| 439        | Педагогический колледж им. М.Ауэзова, (бывшее здание Учительской семинарии)                                                       |             | 1903                                                         | ул. Ч.Валиханова, 150                        | градостроительства и архитектуры |
| 440        | Пожарное депо |             | 1923                                                         | ул. Интернациональная, 18                    | градостроительства и архитектуры |
| 443        | Мазар Сатпая |             | середина XIX века                                            | 70 км к северо-северо-востоку от села Кайнар | градостроительства и архитектуры |
| 444        | Гостиные номера купца Сахно |             | 1903                                                         | ул. Ленина, 6                                | градостроительства и архитектуры |
| 445        | Православный храм Святых апостолов Петра и Павла (бывшая Киргизская православная духовная миссия)                                 |             | 1894                                                         | ул. Зари, 40-44                              | градостроительства и архитектуры |
| 446        | Здание Семипалатинской государственной медицинской академии                                                                       |             | 1923                                                         | ул. Абая, 91                                 | градостроительства и архитектуры |
| 447        | Спортивная школа (бывшая синагога)                                                                                                |             | 1856                                                         | ул. К.Маркса, 6                              | градостроительства и архитектуры |
| 449        | Театр имени Абая |             | 1972, архитекторы А. М. Байер, В. М. Белоусов, О. Г. Смирнов | площадь Абая                                 | градостроительства и архитектуры |
| 450        | Здание Училища культуры имени Абая                                                                                                |             | конец XIX века                                               | ул. Б.Момышулы, 31/33                        | градостроительства и архитектуры |
| 451        | Здание Финансово-экономического колледжа                                                                                          |             | 1902                                                         | ул. Интернациональная, 14                    | градостроительства и архитектуры |
| 454        | Здание Чулочной фабрики |             | 1900                                                         | ул. Б.Момышулы, 31/33                        | градостроительства и архитектуры |
| 456        | Здание Школы № 1 имени Чернышевского                                                                                              |             | 1895                                                         | ул. Ибраева (Козбагарова), 5                 | градостроительства и архитектуры |
| 457        | Здание Штаба дивизии областного военного округа                                                                                   |             | 1932                                                         | ул. Интернациональная, 9                     | градостроительства и архитектуры |
| 459        | Некрополь Караката (мазары N 1-4)                                                                                                 |             | XIX век                                                      | 14 км к юго-западу от села Знаменка          | ансамбль                         |
| 460        | Республиканский литературно-мемориальный музей Абая, группа зданий (административное здание; бывший дом купца Ершова; пристройка) |             | XIX — XX вв.                                                 | ул. Интернациональная, 29                    | ансамбль                         |
| 462        | Некрополь Шыныбая |             | XIX — начало XX в.                                           | 66 км к северу от села Кайнар                | ансамбль                         |

### Памятники
| № в списке | Название                                                                                         | Изображение | Годы постройки и автор                                                            | Место нахождения                                                                       | Вид памятника                    |
| ---------- | ------------------------------------------------------------------------------------------------ | ----------- | --------------------------------------------------------------------------------- | -------------------------------------------------------------------------------------- | -------------------------------- |
| 409        | Памятник Абаю Кунанбаеву                                                                         |             | 1972, архитектор: А. В. Шингарев, скульптор: Д. Г. Элбакидзе                      | площадь Абая                                                                           | градостроительства и архитектуры |
| 410        | Памятник М. Ауэзову                                                                              |             | 1987, архитекторы: В. В. Катцев, А. С. Кайнарбаев, скульптор: Т. С. Досмаганбетов | площадь Ауэзова                                                                        | градостроительства и архитектуры |
| 413        | Братская могила участников Гражданской войны 1919 года                                           |             | 1973, супруги Гавриловы                                                           | парк имени Ленина                                                                      | градостроительства и архитектуры |
| 422        | Могила С. Донентаева                                                                             |             | 1933                                                                              | мусульманское кладбище, район «Татарский край»                                         | градостроительства и архитектуры |
| 427        | Памятник Кабанбай-батыру                                                                         |             | 2004, архитектор Кокеев Е. А.                                                     | проспект Шакарима, площадь перед железнодорожным вокзалом                              | градостроительства и архитектуры |
| 430        | Мемориал в честь пожарных                                                                        |             | 1980-е годы                                                                       | ул. Интернациональная, 18                                                              | градостроительства и архитектуры |
| 435        | Обелиск на могиле красноармейцев, умерших в эвакогоспитале N 3592                                |             | 1984                                                                              | поселок Комсомольский, городское кладбище                                              | градостроительства и архитектуры |
| 436        | Обелиск на могиле красноармейцев, умерших в эвакогоспитале N 3593                                |             | 1984                                                                              | городское кладбище                                                                     | градостроительства и архитектуры |
| 437        | Памятник воинам-интернационалистам, погибшим в Афганистане                                       |             | 2002, архитекторы М.Жанболатов                                                    | улица Б.Момышулы, в сквере перед Семипалатинской государственной медицинской академией | градостроительства и архитектуры |
| 441        | Мемориал «Победа»                                                                                |             | 1985                                                                              | ул. сквер Победы                                                                       | градостроительства и архитектуры |
| 442        | Памятник Народному герою Казахстана К. Рыскулбекову                                              |             | 2002, М.Жанболатов                                                                | ул. Ленина, 4                                                                          | градостроительства и архитектуры |
| 448        | Стела в честь 250-летия города Семпалатинска                                                     |             | 1968, автор А. Н. Томич                                                           | у старого моста на правом берегу реки Иртыш                                            | градостроительства и архитектуры |
| 453        | Монументальная композиция «Ч.Валиханов и Ф.Достоевский»                                          |             | 1977, автор Д. Г. Элбакидзе                                                       | ул. Достоевского, 118                                                                  | градостроительства и архитектуры |
| 455        | Бюст Шакарима                                                                                    |             | 1999                                                                              | улица Танибергенева, 3а, перед главным зданием университета имени Шакарим              | градостроительства и архитектуры |
| 458        | Декоративно-монументальный комплекс в память погибших работников кожно-механического объединения |             | 1970-е                                                                            | ул. Сатпаева, 164                                                                      | ансамбль                         |
| 461        | Мемориал «Сильнее смерти»                                                                        |             | 2001, Ш. И. Валиханов                                                             | река Иртыш, остров Полковничий                                                         | ансамбль                         |